# Iton semamora
Iton semamora är en fjärilsart som beskrevs av Moore 1865. Iton semamora ingår i släktet Iton och familjen tjockhuvuden. Inga underarter finns listade i Catalogue of Life.